# Момбаса
Момбаса (енгл. Mombasa) је други град по величини у Кенији са 900.000 становника. Момбаса је највећа лука и има међународни аеродром. Становништво, које се овде столећима досељавало с Блиског истока и Индије, већином је исламске вероисповести.
У Порт Рицуу, предграђу Момбасе, налази се међународни аеродром Мои.
Године 2006. Момбаса је бројала 862.092 становника.

## Становништво
| Година       |
| Становништво |
| ------------ |

Туристичка индустрија је развијена. Град се налази на острву Момбаса, а мостом је повезан са копном. Становништво града је углавном муслиманско. 
Момбаса је вековима био град у који су долазили емигранти са Блиског истока и Индије. Васко да Гама је први Европљанин, који је посетио Момбасу.

## Партнерски градови
- Сијетл
- Лонг Бич
- Фуџоу
- Округ Хонолулу